# Alfonso Luigi Marra
Alfonso Luigi Marra (San Giovanni in Fiore, 18 dicembre 1947) è un politico italiano, già parlamentare europeo.

## Biografia
È avvocato cassazionista e costituzionalista con studio a Napoli. Nel 1987 fonda il Partito di Azione per lo Sviluppo (PAS), che nel documento Causa della fondazione ed ideologia del PAS Marra descrive come né di destra né di sinistra né di centro, perché la destra erra nel privilegiare l'individuo, la sinistra nel sacrificarlo e il centro nel porsi a mezza strada tra due errori, laddove il PAS è fondato sull'idea che l'individuo debba potersi sviluppare liberamente, come piace alla destra, purché il suo sviluppo sia funzionale allo sviluppo della società, come non può che piacere anche alla sinistra. In quello stesso anno crea l'associazione FermiamoLeBanche, che si basava sul presupposto dell'illegalità del signoraggio primario e secondario.
Nel 1989 la sua battaglia legale e politica per poter rivedere i figli ottiene la prima pagina della Stampa. Della stessa storia si occuperà l'anno dopo il Maurizio Costanzo Show. Dal 1990 inizia a farsi notare anche come promotore dei suoi libri autopubblicati. Inizia acquistando ogni sabato un'intera pagina di Mercurio, l'allora supplemento culturale settimanale de la Repubblica. Chiuso Mercurio nel 1991, dal 1992 Marra fa ulteriore opera promozionale con l'analogo TuttoLibri de La Stampa. Marra diventa noto come «l'avvocato inonda-giornali» o «avvocato grafomane», secondo la definizione di Massimo Gramellini, o anche «psico-avvocato» (Pino Corrias). 
Ex avvocato della componente comunista della CGIL dal 1975 al 1985, è eletto deputato alle elezioni europee del 1994 con 56 592 preferenze nelle liste di Forza Italia. Durante il mandato parlamentare europeo, è coordinatore per il gruppo Forza Europa della Commissione per gli affari istituzionali del Parlamento europeo e poi membro della stessa in seguito alle sue dimissioni da Forza Europa. È altresì membro della Commissione pesca dell'europarlamento e della Delegazione per le relazioni con l'Australia e la Nuova Zelanda. A commento dell'elezione di Marra a eurodeputato, Mirella Appiotti, giornalista della Stampa, avanza l'ipotesi che lo sforzo economico per autopromuoversi fosse in realtà utile a favorire tale evento. Sempre nel 1994 Marra acquista uno spazio settimanale su Rete Mia per esprimere il suo «punto di vista politico». Nel 1999 Carla Benedetti lo definisce un "autore senza opere".
Dal 2010 Marra riprende a promuovere le proprie opere con spot televisivi sulle reti RAI, con forti reazioni critiche specie su Internet, in particolare in relazione ad uno spot televisivo del 2010 che vedeva come testimonial Manuela Arcuri. Lo spot è definito da Aldo Grasso «un piccolo diamante di coatteria, così brutto da sfiorare il sublime (...) un esempio involontario di kitsch, di camp e di trash, un brutto non intenzionale ma che poggia sul candore con cui è stato messo in opera l'artificio». Nel 2011 nuovi testimonial dei video sui suoi libri sono poi Lele Mora, Karima El Mahroug (la "Ruby" dell'omonimo caso politico-giudiziario), Sara Tommasi, che appare completamente nuda nel video di lancio dell'incontro costitutivo del Comitato Promotore del referendum contro il signoraggio bancario. Nel 2012, Marra annuncia di volersi candidare alle primarie del Popolo della Libertà, che saranno in seguito annullate. Nel 2013 si candida a sindaco di Roma ottenendo 14.307 voti, pari all'1,18%.